# DJs@Work
Unter dem Namen DJs@WORK veröffentlichen die DJs und Produzenten Herbert Fred Müller, Jan-Hendrik Geßner, Lenny McDustin und Ole van Dansk seit dem Jahr 2000 gemeinsam elektronische Musik aus den Genres Trance, Techno und Dance.

## Geschichte
Ihre erste Single war im September 2000 die Neuaufnahme des Titels Rhythm & Drums von Red 5, welche später im April 2001 unter DJ Red5 vs. DJs@WORK von NetRecords veröffentlicht wurde. Der Titel erreichte Platz 55 der Single-Charts.
Ab 2001 wurden nach und nach die Singles Irgendwie, Irgenwo, Irgendwann, die Nena-Neuinterpretation Someday (#5), die Fury-in-the-Slaughterhouse-Neuinterpretation Time 2 Wonder (# 8), Fly with Me (To the Stars) (#30) sowie das Album TEAMWORK (#11) veröffentlicht. 2002 wurden die DJs@WORK für den Echo nominiert und erhielt den VIVA/ZDF Comet im Bereich Dance Act.
Jan Hendrik Geßner verließ DJs@WORK Mitte 2002, gefolgt von Ole van Dansk Ende 2002 – beide auf eigenen Wunsch. Im Mai 2003 produzierten die DJs@WORK das Album Past was yesterday. Auskopplungen waren die Singles Past was yesterday, Some years ago und Will be free. 2005 hatte Ole van Dansk noch einmal einen Co-Produzentenvertrag für die Singles Your Love und No Easy Way Out auf Kontor Records. OvD wurde aber kein rückkehrender Bestandteil der DJs@WORK. Herby F produziert mit Bert Brüggemann seit 2008 zusätzlich unter dem Pseudonym „HERBiCK“ und Lenny McDustin mit Ben Sachau seit 2013 auch unter dem Pseudonym „Artenvielfalt“.
Die DJs@WORK tourten und touren als DJs und LiveAct durch ganz Europa, ferner u. a. durch die USA, Russland und Kanada.
Co-Producer und Mitwirkende sind u. a.: Charly Lownoise, Noisy Katzmann, Bert Brüggemann, Christopher Ast, Alex Prinz, Nicoletta Dittrich …

## Diskografie
- 2000 to 2008 over 35 Remixes for musicians and bands (Trance, Dance, Techno & House)
- 2000: Rhythm and Drums 2001 -  (VV/TF Records - NetRecords)
- 2001: Someday  -  (VV/TF Records - Zeitgeist / Universal)
- 2002: Time 2 Wonder -  (VV/TF Records - Zeitgeist / Universal)
- 2002: Fly with me (to the Stars)  -  (VV/TF Records - Zeitgeist / Universal)
- 2002: TEAMWORK - Album -  (VV/TF Records - Zeitgeist / Universal)
- 2002: The Remix Collection  - Album  (Zeitgeist / Universal),
- 2003: Past was Yesterday  -  (VV/TF Records - Urban / Universal)
- 2003: Some Years ago  -  (VV/TF Records - Urban / Universal)
- 2004: Past was Yesterday - Album -  (VV/TF Records - Urban / Universal)
- 2005: Your Love (Kontor Records)
- 2006: No easy way out (Kontor Records)
- 2016: "Best Of " (You Love Dance Classics) (Planet Punk Music), Best-of-Album

## Auszeichnungen
- 2002: Nominierung für den Echo
- 2002: Comet im Bereich Dance Act

## Auszeichnungen für Musikverkäufe
Anmerkung: Auszeichnungen in Ländern aus den Charttabellen bzw. Chartboxen sind in ebendiesen zu finden.
| Land/RegionAuszeichnungen für Musikverkäufe (Land/Region, Auszeichnungen, Verkäufe, Quellen) | Gold  | Platin | Verkäufe | Quellen           |
| -------------------------------------------------------------------------------------------- | ----- | ------ | -------- | ----------------- |
| Deutschland (BVMI)                                                                           | Gold1 | —      | 150.000  | musikindustrie.de |
| Insgesamt                                                                                    | Gold1 | —      |          |                   |